# TAFT Vantaa
TAFT (Tikkurila American Football Team) oder auch TAFT Vantaa (finn.: Vantaan TAFT) ist ein finnisches American-Football-Team aus dem Stadtteil Tikkurila der südfinnischen Stadt Vantaa.

## Geschichte
Gegründet wurde der Club 1981 und ist damit einer der ältesten American-Football-Vereine Finnlands. Die größten Erfolge im Seniorenbereich feierte TAFT Mitte der achtziger Jahre. Nach der finnischen Meisterschaft 1985 gewann der Verein 1986 den ersten Eurobowl. 1989 konnten sie noch einmal den dritten Platz in der Vaahteraliiga belegen. 1994 konnten A-Junioren die finnische Meisterschaft erringen.
1992 stieg der Verein aus der Vaahteraliiga ab, 1995 und 1998 spielten sie nochmals jeweils für ein Jahr in der höchsten Liga, allerdings ohne Erfolg.
Nachdem dann für einige Jahre keine Mannschaften gestellt werden konnte gehen die Herren seit 2007, die Jugend seit 2006, wieder an den Start. Dabei legt der Verein ein verstärktes Augenmerk auf den Jugendbereich, was auch schon Früchte trägt, 2008 konnten die B-Junioren die finnische Meisterschaft gewinnen. Der Verein bietet American Football für Jugendliche und Junioren im Alter zwischen 9 und 21 (E- bis A-Jugend) an.
2009 gelang der Aufstieg von der finnischen Division II in die Division I.